# 篠塚重広

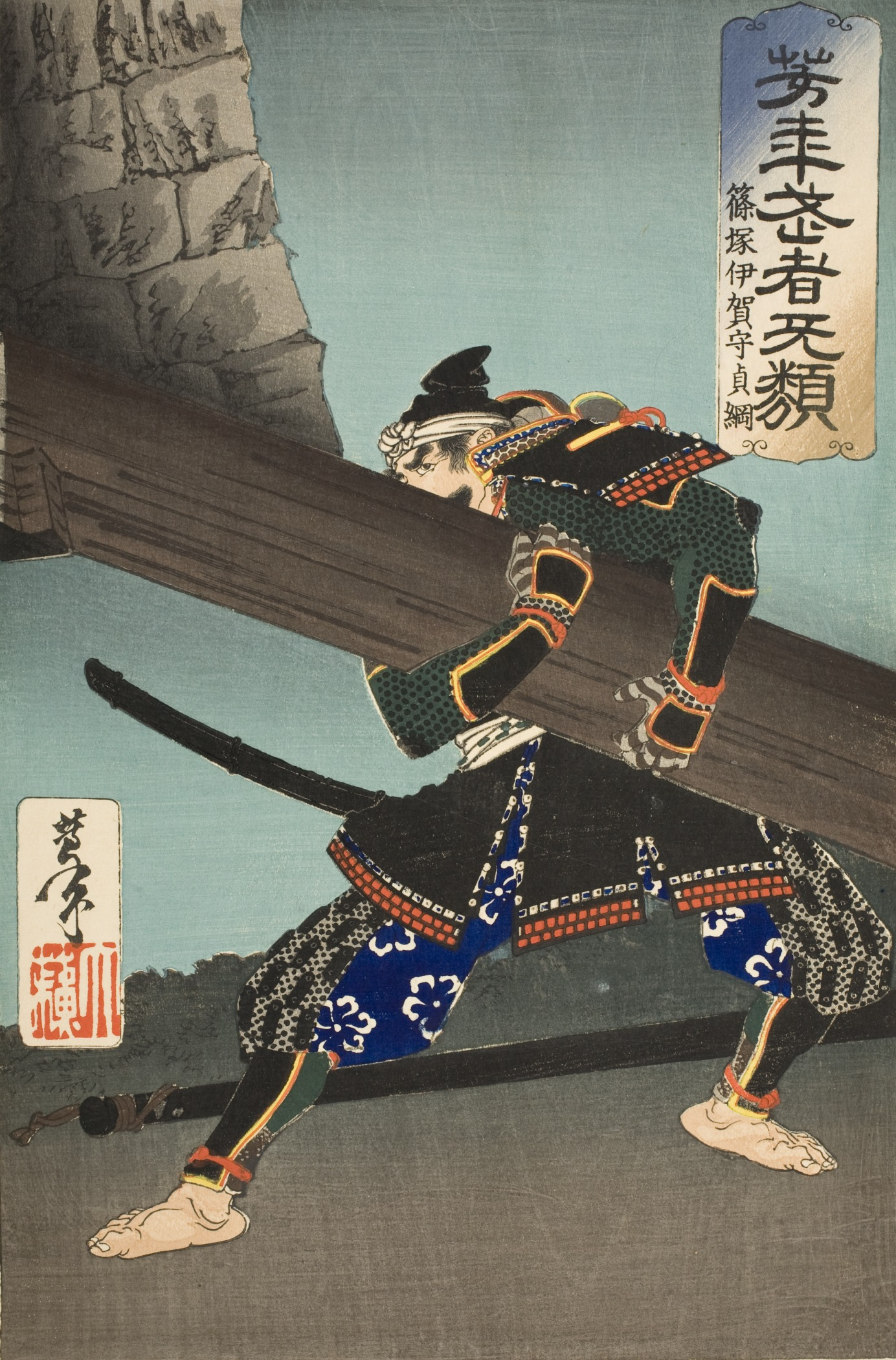
怪力で知られた。月岡芳年画

篠塚 重広（しのづか しげひろ）は、南北朝時代の南朝方の武将。重廣とも。篠塚伊賀守としても名を知られている。新田義貞の側近で、後代に新田四天王の一人に数えられた。
篠塚氏の出自は畠山氏とされる。

## 生涯
延慶2年（1309年）、上野国篠塚で誕生。家督を継いだ重広は篠塚城（現群馬県邑楽郡邑楽町）の第5代城主となり、新田義貞の側近となった。
元弘3年（1333年）、義貞の鎌倉攻略に参陣している。建武の新政後の建武3年（1336年）、細川定禅の籠る近江三井寺攻略に従軍した。
延元3年/建武5年（1338年）、藤島の戦いで義貞が没すると重広は義貞の弟脇屋義助に従う。興国3年/暦応元年（1340年）には吉野へ向かい後村上天皇へ拝謁した。興国3年/康永元年（1342年）、北朝方の細川頼春と戦い、伊予の世田城に篭城したが、敗戦となり自ら「隠岐島」に落ち延びて同年に没したといわれている。
『太平記』には重広の武勇が描かれている。娘の伊賀局も怪力勇敢で知られた。

## 史跡
- 茨城県神栖市波崎に、1345年頃篠塚伊賀守が瀬戸内海の沖ノ島（魚島）から波崎に上陸した際に置いた船の碇石と伝わるものがある。
- 群馬県邑楽町篠塚に伊賀守公御廟がある。横の大信寺境内には碇石の複製がある。
- 群馬県藤岡市篠塚に伊賀守を奉る神社がある。